# Polisportiva Fascista Mario Umberto Borzacchini 1939-1940
Questa voce raccoglie le informazioni riguardanti la Polisportiva Fascista Mario Umberto Borzacchini nelle competizioni ufficiali della stagione 1939-1940.

## Rosa
| N. |                   | Ruolo | Calciatore            |
| -- | ----------------- | ----- | --------------------- |
|    | Italia (bandiera) | C     | Ancillotto Ancillotti |
|    | Italia (bandiera) | C     | Edmondo Ansaloni      |
|    | Italia (bandiera) | C     | Ademaro Benetti       |
|    | Italia (bandiera) | D     | A. Bonelli            |
|    | Italia (bandiera) | C     | L. Castelletta        |
|    | Italia (bandiera) | A     | A. Catoni             |
|    | Italia (bandiera) | A     | Aldo Censi            |
|    | Italia (bandiera) | A     | Oreste Cioni          |
|    | Italia (bandiera) | A     | Giorgio Dentuti       |
|    | Italia (bandiera) | A     | Ovidio Girolomini     |
|    | Italia (bandiera) | D     | Giovanni Landini      |
|    | Italia (bandiera) | D     | Remo Laureti          |

| N. |                   | Ruolo | Calciatore          |
| -- | ----------------- | ----- | ------------------- |
|    | Italia (bandiera) | C     | Rolando Leppe       |
|    | Italia (bandiera) | A     | Luciano Maran       |
|    | Italia (bandiera) | C     | Guido Mazzetti      |
|    | Italia (bandiera) | C     | Francesco Mazzoleni |
|    | Italia (bandiera) | A     | T. Melchiorri       |
|    | Italia (bandiera) | A     | Aldo Orsini         |
|    | Italia (bandiera) | A     | Giuseppe Ostromann  |
|    | Italia (bandiera) | P     | Lorenzo Pagani      |
|    | Italia (bandiera) | A     | Carlo Pronzati      |
|    | Italia (bandiera) | C     | Orlando Strinati    |
|    | Italia (bandiera) | D     | Celeste Tilli       |
|    | Italia (bandiera) | P     | Michele Ventrella   |